# Forgacs Marine and Defence
Forgacs Marine and Defence (Forgacs), ancien Forgacs Group, est une importante entreprise australienne d'ingénierie et de construction navale. Elle possède des installations à Newcastle, Sydney, Brisbane et Gladstone. L'entreprise emploie 1 000 personnes.
Le groupe Forgacs a acquis Ullman Engineering en 1962 et en 1987, le quai flottant de Newcastle.
Le constructeur naval Carrington Slipways est acquis en 1997 et les installations du chantier naval de Cairncross à Brisbane en 1999. Cairncross est utilisé pour la réparation de navires commerciaux et comprend l'une des plus grandes cales sèches d'Australie. Le chantier naval peut accueillir des navires jusqu'à la classe de taille Panamax.
Forgacs effectue des travaux de carénage et de maintenance pour la marine royale australienne, notamment la réparation et la modernisation approfondie de la classe Kanimbla, à la suite de leur achat auprès de la marine américaine. L'entreprise a construit des tronçons de coque pour la classe Anzac, avant d'être engagé en 2009 pour la construction de 30 tronçons de coque de la classe Hobart.
Les installations de l'entreprise au chantier naval de Cairncross ferment leurs portes en 2014. Le 17 novembre 2015, Civmec (en) annonce l'acquisition de Forgacs. Civmec finalise l'acquisition du groupe Forgacs le 2 février 2016 et le renomme Forgacs Marine and Defence.